# 北梭短吻魚
北梭短吻魚（学名：Albulichthys albuloides）为輻鰭魚綱鯉形目鲤科的其中一種。

## 分布
北梭短吻魚分布於亞洲湄公河、湄南河及婆羅洲。

## 外型
北梭短吻魚具脂眼瞼，最後的單一背鰭鰭條有小齒狀突，口小且端位，側線鱗片32至35枚，背鰭軟條11至12枚；臀鰭軟條8枚，體長可達30公分。

## 習性
北梭短吻魚棲息在沼澤區，氾濫區或低地河流，屬雜食性，可做為食用魚。

## 扩展阅读
維基物種上的相關：北梭短吻魚